# Vedia (Buenos Aires)
Pour les articles homonymes, voir Vedia.
Vedia est une localité argentine située dans le partido de Leandro N. Alem, dans la province de Buenos Aires.

## Toponymie
La localité doit son nom au militaire Julio de Vedia (1826-1892), qui s'est illustré sur différents fronts, et sous le commandement duquel Quinteros a agi (de 1865 à 1868).

## Accès
La ville se trouve également sur la ligne principale du Ferrocarril General San Martín qui la relie à Buenos Aires et à San Luis, Mendoza et San Juan. C'est également la « tête de ligne » de la branche G6 du chemin de fer General Belgrano (aujourd'hui désaffecté) dont la gare est située au nord du Ferrocarril General San Martín, séparé par l'ancien chemin de terre de la route nationale 7, mais relié par une jonction à grand écartement (1 676 m) pour le transfert de marchandises.

## Religion
| Archidiocèse | Mercedes-Luján           |
| ------------ | ------------------------ |
| Paroisse     | Sagrado Corazón de Jesús |
| Capilla      | Virgen de Luján          |